# Motor OHV

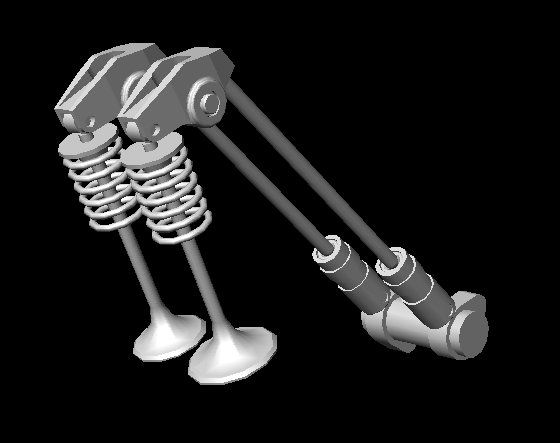
Accionamiento OHV de la distribución. Se aprecia el árbol de levas (a la derecha), las varillas, los balancines (arriba) y las válvulas

El motor OHV (del inglés overhead valve, que significa "válvulas en culata", también expresado como "válvulas en cabeza", llamado  "motor por varillas" o "varillero"), desarrollado por el inventor escocés David Dunbar Buick (fundador de la marca que lleva su apellido), es un motor de cuatro tiempos, ya sea de ciclo Otto o de ciclo diésel, cuyo sistema de distribución dispone de válvulas en la culata y árbol de levas en el bloque del motor. 

## Ventajas
- Sistema de fabricación muy sencilla y por lo tanto económico.
- Supuso un gran avance en su día respecto a los sistemas de válvulas laterales ya que permitió reducir la cámara, elevando la compresión y por tanto el rendimiento termodinámico.

## Inconvenientes
- Gran número de piezas en movimiento, con sus inercias, lo cual evita alcanzar regímenes elevados.
- La forma de la cámara «en cuña» obliga a situar la bujía en un lateral, favoreciendo la aparición de la autodetonación si el motor tiene una compresión alta.

## Historia
Se empezó a usar desde los años 1910, en los motores de alta gama, y desde los años 1950 de modo masivo. Actualmente ya no se desarrolla ningún motor de este tipo, y han sido sustituidos por los motores SOHC y los DOHC. Los que aún están en producción, con sistemas de gestión modernos, datan de los años 1970.

## Ejemplos
- Fiat -SEAT 600 - 850 - 127 - 124
- Opel Corsa "A" OHV 1.0 y 1.2 y Opel Kadett A,B,C
- Ford Fiesta "Valencia" 950,1100 (1ª generación)
- Renault tipo "C" : Renault 8-4-5-6-12 , Renault Twingo), de 950, 1120, 1400 cc y Renault Clio y Express ambos junto con el twingo con el motor 1.2i modelo C3G de 54 Cv y con distribución por cadena
- Todos los vehículos de Chevrolet basados en los motores de la serie LS y LT (múltiples generaciones de Chevrolet Corvette y Chevrolet Camaro)
- Motores Chevrolet I6 194, 230 y 250, e I4 110 (Argentina)
- Motores Ford I6 187, 188 y 221 (Argentina y Australia).
- Los motores de competición usados en los vehículos de NASCAR.